# 吳錫
吳錫（1427年—？），字天祐，浙江衢州府開化縣人，明朝政治人物。同進士出身。

## 生平
景泰七年（1456年）丙子科浙江鄉試第二十三名。天順元年（1457年）聯捷丁丑科會試第五十七名，殿試登進士第三甲第二十二名。

## 家族
曾祖父吳希亮。祖父吳琰，曾任都司僉事。父亲吳廷俊。